# Forallac
Forallac è un comune spagnolo di 1 598 abitanti situato nella comunità autonoma della Catalogna.